# Scott Caldwell
Scott Caldwell (Weymouth, 15 marzo 1991) è un ex calciatore statunitense, di ruolo centrocampista.

## Caratteristiche tecniche
È un centrocampista centrale.

## Statistiche

### Presenze e reti nei club
Statistiche aggiornate al 4 ottobre 2021.
| Stagione        | Squadra         | Campionato      | Campionato | Campionato | Coppe nazionali | Coppe nazionali | Coppe nazionali | Coppe continentali | Coppe continentali | Coppe continentali | Altre coppe | Altre coppe | Altre coppe | Totale | Totale | Totale |
| Stagione        | Squadra         | Comp            | Pres       | Reti       | Comp            | Pres            | Reti            | Comp               | Pres               | Reti               | Comp        | Pres        | Reti        | Pres   | Reti   |        |
| --------------- | --------------- | --------------- | ---------- | ---------- | --------------- | --------------- | --------------- | ------------------ | ------------------ | ------------------ | ----------- | ----------- | ----------- | ------ | ------ | ------ |
| 2013            | N.E. Revolution | MLS             | 31         | 0          | USCup           | 2               | 0               |                    | -                  | -                  |             | -           | -           | 33     | 0      |        |
| 2014            | N.E. Revolution | MLS             | 31         | 0          | USCup           | 3               | 0               |                    | -                  | -                  |             | -           | -           | 31     | 0      |        |
| 2015            | N.E. Revolution | MLS             | 35         | 2          | USCup           | 1               | 0               |                    | -                  | -                  |             | -           | -           | 36     | 2      |        |
| 2016            | N.E. Revolution | MLS             | 32         | 0          | USCup           | 5               | 0               |                    | -                  | -                  |             | -           | -           | 37     | 0      |        |
| 2017            | N.E. Revolution | MLS             | 33         | 1          | USCup           | 2               | 0               |                    | -                  | -                  |             | -           | -           | 35     | 1      |        |
| 2018            | N.E. Revolution | MLS             | 24         | 2          | USCup           | 1               | 0               |                    |                    |                    |             |             |             | 25     | 2      |        |
| 2019            | N.E. Revolution | MLS             | 21         | 0          | USCup           | 2               | 0               |                    |                    |                    |             |             |             | 23     | 0      |        |
| 2020            | N.E. Revolution | MLS             | 19         | 0          | -               | -               | -               |                    |                    |                    |             |             |             | 19     | 0      |        |
| 2021            | N.E. Revolution | MLS             | 12         | 0          | -               | -               | -               |                    |                    |                    |             |             |             | 13     | 0      |        |
| Totale carriera | Totale carriera | Totale carriera | 239        | 5          |                 | 13              | 0               |                    | -                  | -                  |             | -           | -           | 251    | 5      |        |

## Palmarès

### Club

#### Competizioni nazionali
- MLS Supporters' Shield: 1

New England Revolution: 2021